# Grand Prix International de Paris de 1987
Grand Prix International de Paris de 1987 (em francês:  Grand Prix International de Paris 1987) foi a primeira edição do Grand Prix International de Paris, um evento anual de patinação artística no gelo organizado pela Federação Francesa de Esportes no Gelo (em francês:  Federation Française des Sports de Glace). A competição foi disputada na cidade de Paris, França.

## Eventos
- Individual masculino
- Individual feminino
- Duplas
- Dança no gelo

## Medalhistas
| Evento                        | Ouro                                             | Prata                                                | Bronze                                     |
| Individual masculino detalhes | Petr Barna · Tchecoslováquia                     | Angelo D'Agostino · Estados Unidos                   | Paul Robinson · Reino Unido                |
| Individual feminino detalhes  | Jill Trenary · Estados Unidos                    | Agnès Gosselin · França                              | Patricia Neske · Alemanha Ocidental        |
| Duplas detalhes               | Natalie Seybold · Wayne Seybold · Estados Unidos | Yulia Bistrova · Alexander Tarasov · União Soviética | Laurene Collin · John Penticost · Canadá   |
| Dança no gelo detalhes        | Lia Trovati · Roberto Pelizzola · Itália         | Susan Wynne · Joseph Druar · Estados Unidos          | Corinne Paliard · Didier Courtois · França |

## Resultados

### Individual masculino
| Pos.              | Nome              | Nacionalidade   |
| ----------------- | ----------------- | --------------- |
| Medalha de ouro   | Petr Barna        | Tchecoslováquia |
| Medalha de prata  | Angelo D'Agostino | Estados Unidos  |
| Medalha de bronze | Paul Robinson     | Reino Unido     |
| 4                 | Oliver Höner      | Suíça           |
| 5                 | Jaimee Eggleton   | Canadá          |
| 6                 | Fernand Fédronic  | França          |
| 7                 | Brad McLean       | Canadá          |
| 8                 | Axel Médéric      | França          |

### Individual feminino
| Pos.              | Nome             | Nacionalidade      |
| ----------------- | ---------------- | ------------------ |
| Medalha de ouro   | Jill Trenary     | Estados Unidos     |
| Medalha de prata  | Agnès Gosselin   | França             |
| Medalha de bronze | Patricia Neske   | Alemanha Ocidental |
| 4                 | Dianne Takeuchi  | Canadá             |
| 5                 | Stephanie Schmid | Suíça              |
| 6                 | Lyndsay Fedosoff | Canadá             |
| 7                 | Claude Péri      | França             |
| 8                 | Helen Persson    | Suécia             |

### Duplas
| Pos.              | Nome                               | Nacionalidade   |
| ----------------- | ---------------------------------- | --------------- |
| Medalha de ouro   | Natalie Seybold / Wayne Seybold    | Estados Unidos  |
| Medalha de prata  | Yulia Bistrova / Alexander Tarasov | União Soviética |
| Medalha de bronze | Laurene Collin / John Penticost    | Canadá          |

### Dança no gelo
| Pos.              | Nome                              | Nacionalidade   |
| ----------------- | --------------------------------- | --------------- |
| Medalha de ouro   | Lia Trovati / Roberto Pelizzola   | Itália          |
| Medalha de prata  | Susan Wynne / Joseph Druar        | Estados Unidos  |
| Medalha de bronze | Corinne Paliard / Didier Courtois | França          |
| 4                 | Larisa Fedorinova / Evgeni Platov | União Soviética |
| 5                 | Dominique Yvon / Frederic Palluel | França          |
| 6                 | Honorata Górna / Andrzej Dostatni | Polônia         |
| 7                 | Kim Weeks / Curtis Moore          | Canadá          |

## Quadro de medalhas
| Ordem | País               | Medalha de ouro | Medalha de prata | Medalha de bronze |    | Ordem por total |
| ----- | ------------------ | --------------- | ---------------- | ----------------- | -- | --------------- |
| 1     | Estados Unidos     | 2               | 2                |                   | 4  | 1               |
| 2     | Itália             | 1               |                  |                   | 1  | 4               |
| 2     | Tchecoslováquia    | 1               |                  |                   | 1  | 4               |
| 4     | França             |                 | 1                | 1                 | 2  | 3               |
| 5     | União Soviética    |                 | 1                |                   | 1  | 4               |
| 6     | Alemanha Ocidental |                 |                  | 1                 | 1  | 4               |
| 6     | Canadá             |                 |                  | 1                 | 1  | 4               |
| 6     | Reino Unido        |                 |                  | 1                 | 1  | 4               |
| TOTAL | TOTAL              | 4               | 4                | 4                 | 12 | —               |